# NGC 135
NGC 135 là một thiên hà dạng thấu kính nằm trong chòm sao Kình Ngư và cách xa 335 triệu năm ánh sáng và 40.000 năm ánh sáng.

## Lịch sử
NGC 135 được phát hiện vào ngày 2 tháng 10 năm 1886 bởi Francis Leavenworth (và sau đó được liệt kê là NGC 135), nhưng khi Stéphane Javelle khám phá lại nó vào ngày 4 tháng 11 năm 1891, nó được cho là một đối tượng khác, và do đó nó được gọi là IC 26. Cuối cùng, vào năm 1900, Herbert Alonzo Howe đã thực hiện kết nối giữa hai đối tượng làm một. (Nguyên nhân của việc này là do Leavenworth thực hiện một phép đo không chính xác.) 